# Çeltikçi
Çeltikçi est une ville et un district de la province de Burdur dans la région méditerranéenne en Turquie.